# روبرت بيلنغز
روبرت بيلنغز هو شاعر كندي، ولد في 1949، وتوفي في 1986.